# Chilpancingo
Chilpancingo (oficiálně: Chilpancingo de los Bravo) je hlavní a druhé největší město mexického státu Guerrero. V roce 2010 mělo 187 251 obyvatel. Město bylo založeno roku 1591 španělskými conquistadory a jeho jméno znamená „místo vos.“
Jde o historicky významné město, neboť se zde v roce 1813 konal Kongres v Chilpancingu, který vyhlásil nezávislost na Španělsku a započal mexickou válku za nezávislost.